# ماغالي لارا
ماغالي لارا، (مواليد 5 نوفمبر 1956 في مكسيكو سيتي)، فنانة مكسيكية (فن مكسيكي معاصر)، أبدعت في مجال الفن البلاستيكي، تصوير (فنون تشكيلية)، رسم، تحريك صور والفن السمعي البصري. تُعرض أعمالها ضمن مجموعات «معرض الفن المكسيكي»، «متحف كاريلو للفنون»، متحف الفن الحديث في نيويورك، البنك الوطني المكسيكي، متحف الفن المعاصر.

## سيرتها
درست ماغالي الفنون المرئية من عام 1976 حتى 1979 في المدرسة الوطنية للفنون التشكيلية. نظمت أول معرض معترف به في نفس المدرسة عام 1977، وكان بعنوان «مقص»، وكانت محتوياته عشر رسومات كرتونية وكتاب الفنان.
خلال عقد السبعينيات، كانت موضوعات أعمالها انعكاساً لكونها امرأة وللظروف الاجتماعية، وكلها مواضيع نسوية حسب ذلك الوقت.
عام 1981، شاركت في المعرض الأول للفنانات المكسيكيات المعاصرات الذي أقيم في «كونستليرهاوس بيثانيان» في برلين الغربية.
كما كان لها تجربة في مجال وسائل الإعلام الإلكترونية للفن الرقمي في أمريكا اللاتينية، وفي الرسم والسيراميك ومشاريع الرسوم المتحركة.

## وصلات خارجية
- الموقع الرسمي
- Magali Lara. La misma habitación. Parte 1
- Magali Lara. La misma habitación. Parte 2